# .gg

.gg는 건지섬의 인터넷 국가 코드 최상위 도메인이다. Island Networks에서 관리한다.

## 2차 도메인
보통은 2차 도메인에서 직접 등록되는 경우가 많지만, 2차 도메인도 사용이 가능하도록 하고 있다.
- .com.gg: 상업용/개인용
- .net.gg: 인터넷 서비스 제공업체/상업용
- .org.gg: 조직

## 같이 보기
- .gb
- .me
- .tv
- .uk